# Aderus chevrolati
Aderus chevrolati es una especie de coleóptero de la familia Aderidae. Fue descrita científicamente por Maurice Pic en 1913.